# アメリカン・ウルブズ
アメリカン・ウルブズ（The American Wolves）は エディ・エドワーズとデイビー・リチャーズのタッグチームである。ROHをはじめとするインディー団体に参戦し、数々のタイトルを獲得していた。現在は2人ともTNAへ移籍し、ザ・ウルブズ（The Wolves）として活動をしている。

## 来歴
ROHにて2008年12月28日に結成。その4ヵ月後である2009年4月にはケビン・スティーンとエル・ジェネリコのタッグチームからROH世界タッグ王座を奪取している。12月にブリスコ・ブラザーズにタイトルを奪われるまで防衛を続けていた。
タイトルを落とすと2人は新設されたROH世界TV王座の獲得を目指すようになり、シングルでの活動を優先し、ROH内でのタッグとしての活動を一時的に控えるようになった。2010年に入るとTV王座の初代王者を決めるトーナメントに2人で出場。エドワーズ、エドワーズも決勝戦に残り、エディが激戦を制し、初代王者へと輝いた。
3月にウルブズはフィラデルフィアで開催されたウエストサイド・エクストリーム・レスリング（Westside Xtreme Wrestling, 略称 : wXw）の興行に出場、ジョン・モクスリー（現：WWE所属、ディーン・アンブローズ）とサミ・キャラハン（現：WWE・NXT所属、ソロモン・クロウ）の持つwXw世界タッグ王座に挑戦している。

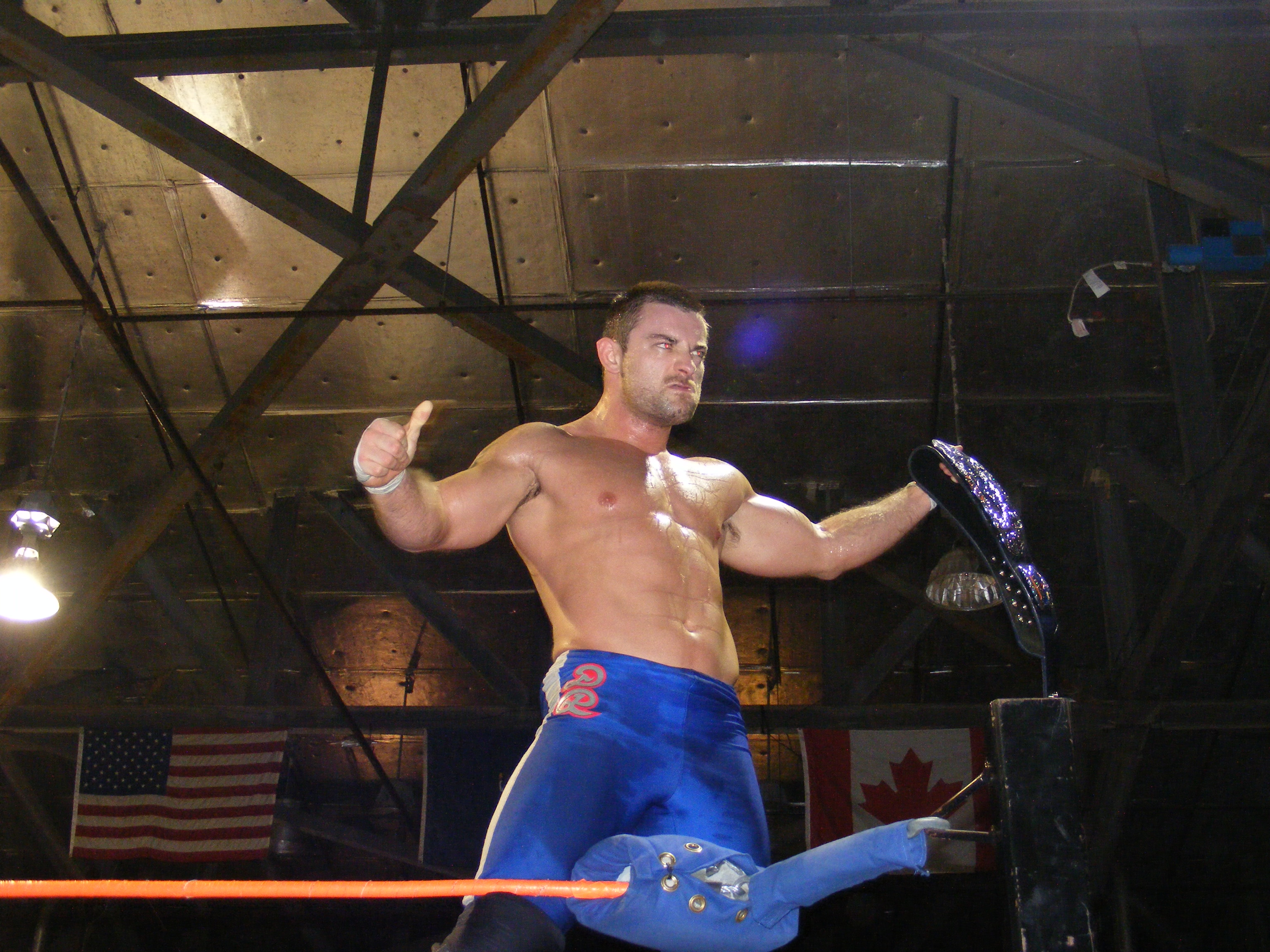
2CWタッグ王座を掲げるリチャーズ

4月にスカーレッド・サークル・レスリング（Squared Circle Wrestling, 略称 : 2CW）に参戦、当時タイトル保持をしていたアップ・イン・スモーク（チーチ、クラウディ）を破りタッグ王座を獲得している。8月に再び参戦、オレルセン・ツインズ（コリン・デラニー、ジミー・オレルセン）を相手に防衛を失敗し、タイトルを手放している。
12月エディはクリストファー・ダニエルズとTV王座を賭け防衛戦を行うも失敗し、タイトルを手放している。実に9回の防衛に成功していた。
2011年1月にインサニティ・プロレスリング（Insanity Pro Wrestling、 略称：IPW）に参戦、デイブ・カーティスとジャック・カーティスのアイリッシュ・エアボーンと対戦している。

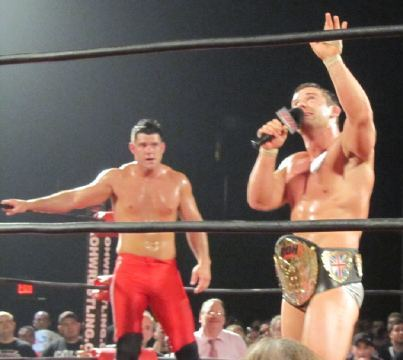
エドワーズ（左）とベルトを巻くリチャーズ（右）

3月上旬にPWGのDDT4に出場。初戦を突破するも、準決勝でヤング・バックスに敗れている。また、中旬のManhattan Mayhem IVではエディがロデリック・ストロングを破りROH世界ヘビー級王座を初戴冠している。その3ヶ月後のBest in the World 2011ではエドワーズとリチャーズのタッグパートナー同士でヘビー級王座を賭けて対戦をし、リチャーズが勝利を収め初戴冠している。
ROH内ではシングル王座に照準を絞っていたためタッグ活動は少なかったが、2012年12月のFinal Battle 2012: Doomsdayにてボビー・フィッシュとカイル・オライリーのタッグを相手に再結成を果たす。2013年に入るとジェイ・ブリスコとマーク・ブリスコの持つROH世界タッグ王座に挑戦するが獲得はできなかった。7月にアレックス・コズロフとロッキー・ロメロのフォーエバー・フーリガンズが持つタッグ王座に挑戦、試合に勝利し、タッグとして2度目の戴冠を果たしている。勢いそのままに9月にフォーエバー・フーリガンズの持つIWGPジュニアタッグ王座に挑戦するも、獲得には至らなかった。
11月中旬にウルブズはフロリダ州オーランドにあるWWEのパフォーマンスセンターにトライアウトを受け、その3日後には下部組織であるNXTにてデビュー。タッグ名はアメリカン・ウルブズからアメリカン・ピットブルズ（The American Pitbulls）に変更、リングネームもリチャーズはデレク・ビリントン（Derek Billingto）、エドワーズはジョン・キャヒル（John Cahill）に変更している。初戦にしてNXTタッグ王座保持者のコーナーとビクターとノン・タイトルでありながら試合をしている。11月下旬にROHからの離脱を正式に発表、アメリカン・ウルブズはROHでの活動を終了することになった。

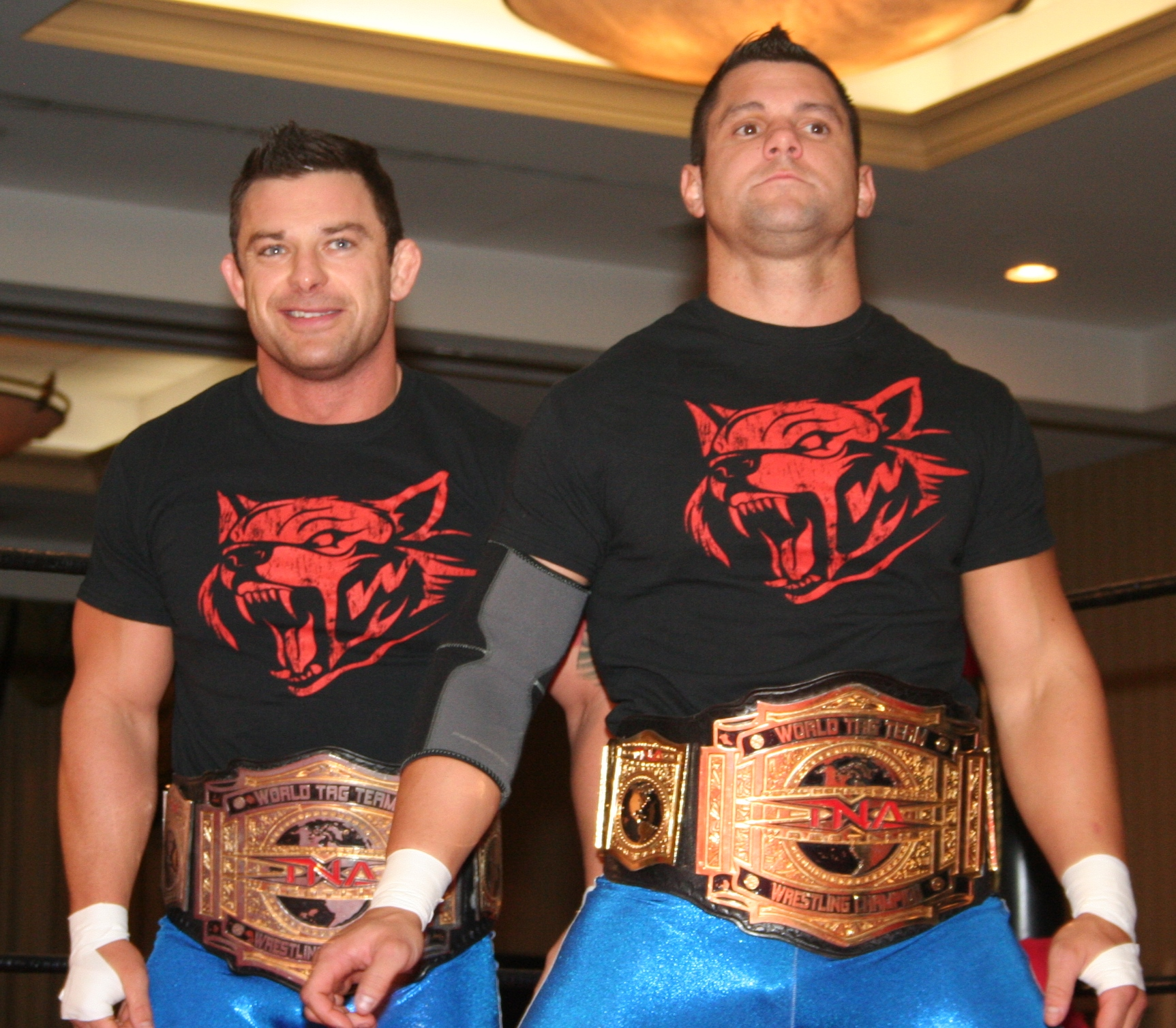
TNA世界タッグ王座を巻くリチャーズ（左）とエドワーズ（右）

ROH離脱後、WWEとの契約に至らなかった2人はTNAと契約。2014年1月にジ・ウルブズ（The Wolves）として活動を開始、初試合でサモア・ジョーと組み、ジェシー・ゴッダーズとロビー・Eのブローマンズとジーマ・アイオンとのタッグマッチを行っている。2月下旬には早くもブローマンズの持つTNA世界タッグ王座へ挑戦し、初挑戦にして初戴冠をしている。3月にW-1の開戦〜OUTBREAK〜にてW-1 vs TNAの一環としてカズ・ハヤシと近藤修司のチーム246とタッグ王座を賭けて対戦するために来日。しかし、会見中に前王者のブローマンズが乱入、前王者も混ぜた3wayに試合形式を変更されてしまう。試合ではカズが前王者組に敗れ、タイトルを手放してしまった。
4月のSacrificeでの王座を賭けたリマッチで、ブローマンズにアイオンを加えた3対2のハンディキャップ戦という不利な条件ながらも勝利し、再びタッグ王座を戴冠。6月のSlammiversary XIIではウルブスの2人はTNA Xディヴィジョン王座を賭けたラダー・マッチに参加するも獲得に至らなかった。7月に再びW-1に参戦、田中稔と金本浩二のジュニア・スターズとの王座戦を行い勝利。その後はハーディーズとチーム３Ｄとの抗争で両チームが得意とするフル・メタル・メイヘム(TLC戦)に勝利するも、9月にザ・レヴォリューション（ジェームス・ストーム＆アビス）に王座を奪われてしまう。しかし、2015年1月末にマット・ハーディーの援護もあり、タッグ王座を奪い返すが、2月にエドワーズの怪我が見つかり、3月に王座を返上している。

## 得意技

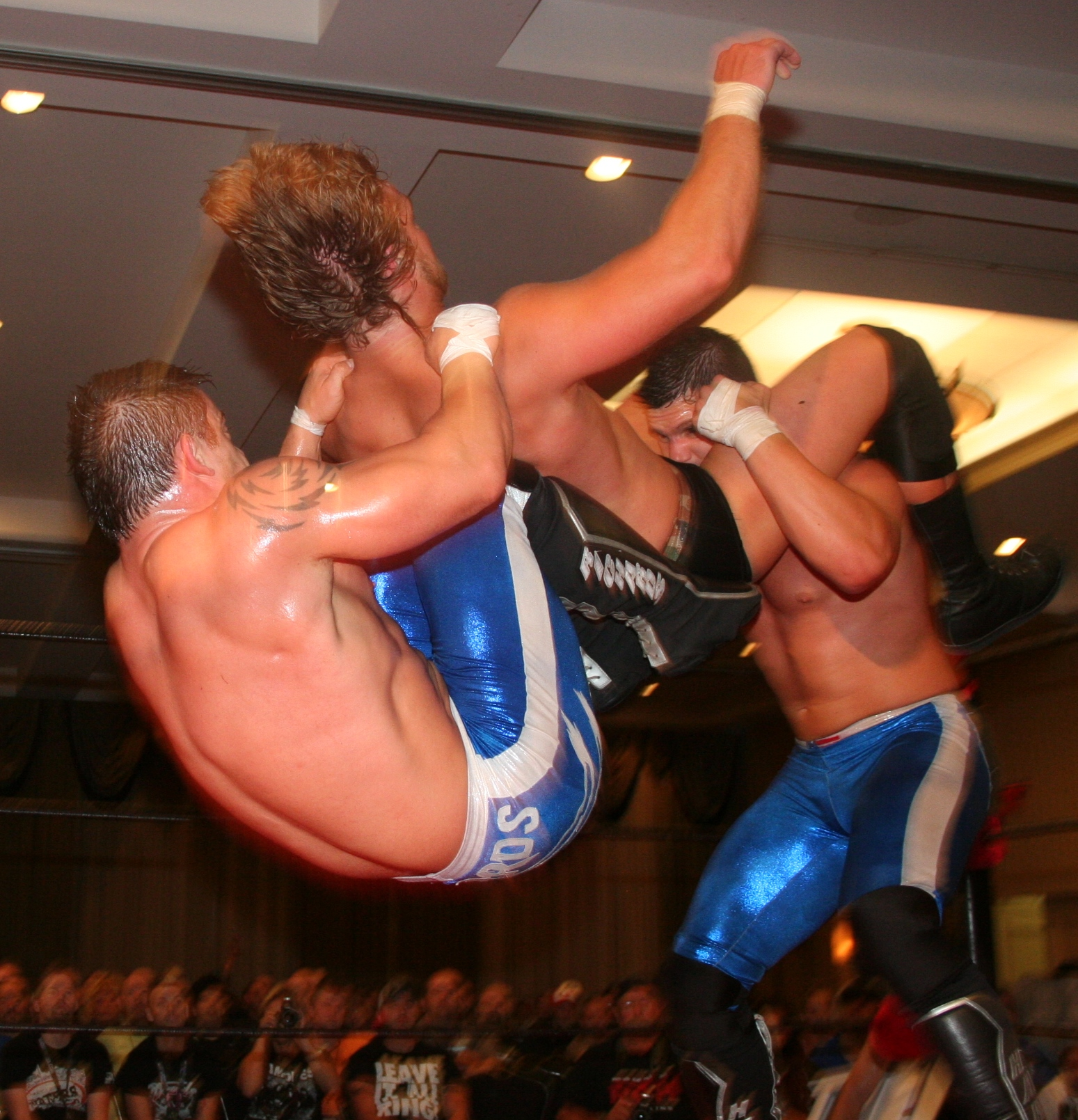
フォース・オブ・ナチュラル

- ハンマー・オブ・ゴッズ（Hammer of the Gods）

エドワーズが相手の背中にダブル・フット・スタンプをしてからリチャーズが腹部にダイビング・フット・スタンプを順に決めるフィニッシュ技。コーナーに上ってから狼のように雄叫びを上げるのが特徴。
- フォース・オブ・ネイチャー（Force of Nature）

エドワーズがパワーボムで持ち上げた相手の背中にリチャーズがダブル・ニー・バックブリーカーを決めるフィニッシュ。技名は現在の入場曲に由来している。
- リチャーズがジャーマン・スープレックスでとらえた相手の顎にエドワーズがスーパーキックを決め、その勢いで相手を勢いよく後方に投げ捨てる合体技。
- エドワーズが相手を持ち上げ、リチャーズが落下してきた相手の顔面や胸元に蹴りを放つ。
- 合体トペ・スイシーダ
- 合体ダイアモンド・カッター

## 獲得タイトル

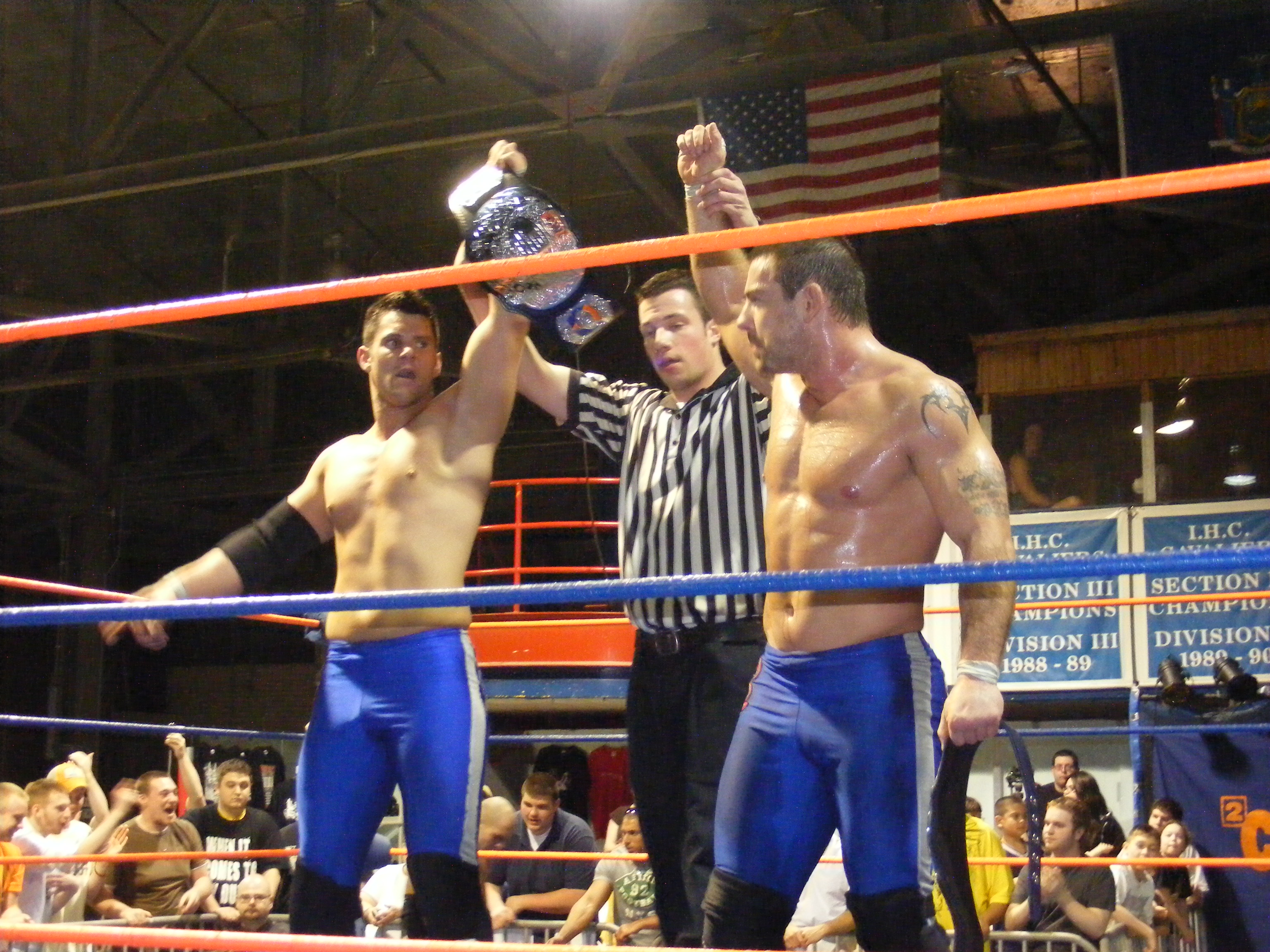
2CWタッグ王者時代

TNA
- TNA世界タッグ王座 : 3回

ROH
- ROH世界タッグ王座 : 2回

2CW (Squared Circle Wrestling)
- 2CWタッグ王座 : 1回